# Бланкенхаген
Бланкенхаген (њем. Blankenhagen) општина је у њемачкој савезној држави Мекленбург-Западна Померанија. Једно је од 59 општинских средишта округа Бад Доберан. Према процјени из 2010. у општини је живјело 830 становника. Посједује регионалну шифру (AGS) 13051011.

## Географски и демографски подаци
Бланкенхаген се налази у савезној држави Мекленбург-Западна Померанија у округу Бад Доберан. Општина се налази на надморској висини од 37 метара. Површина општине износи 9,1 km².

## Становништво
У самом мјесту је, према процјени из 2010. године, живјело 830 становника. Просјечна густина становништва износи 91 становника/km².